# Capilla del Hospital del Salvador
La Capilla del Hospital del Salvador es una construcción de estilo neoclásico que fue realizada en el siglo XIX. Se encuentra en el interior del establecimiento ubicado en Providencia, Santiago de Chile.
El diseño de la capilla estuvo a cargo de una de las monjas de la Congregación de las Hijas de La Caridad de San Vicente de Paul y se habría ejecutado por el año 1897, aunque se señala que pudo haber sido alrededor del año 1900. Desde entonces, son las hermanas de esta congregación las que dirigen la capilla y prestan compañía a los enfermos internados en el Hospital.

## Historia
El edificio fue fundado el 7 de diciembre de 1871 durante el gobierno de Federico Errázuriz Zañartu debido a la preocupación nacional causada por las epidemias y el número excesivo de muertos que azotaban el país. La edificación es obra del arquitecto Ricardo Braun, quien inició su construcción en el año 1873 y fue terminada en 1905 por el arquitecto Carlos Barroilhet. Esta gran diferencia de tiempo entre las dos fechas se debe al retraso causado por los efectos de la Guerra del Pacífico.
Durante el terremoto del año 1985 la infraestructura se vio afectada, sin embargo, no sufrió graves daños. En mayo de 1985, la capilla fue declarada como Monumento Histórico Nacional junto con otras zonas del hospital por su destacado modelo de la arquitectura hospitalaria en el siglo XIX.

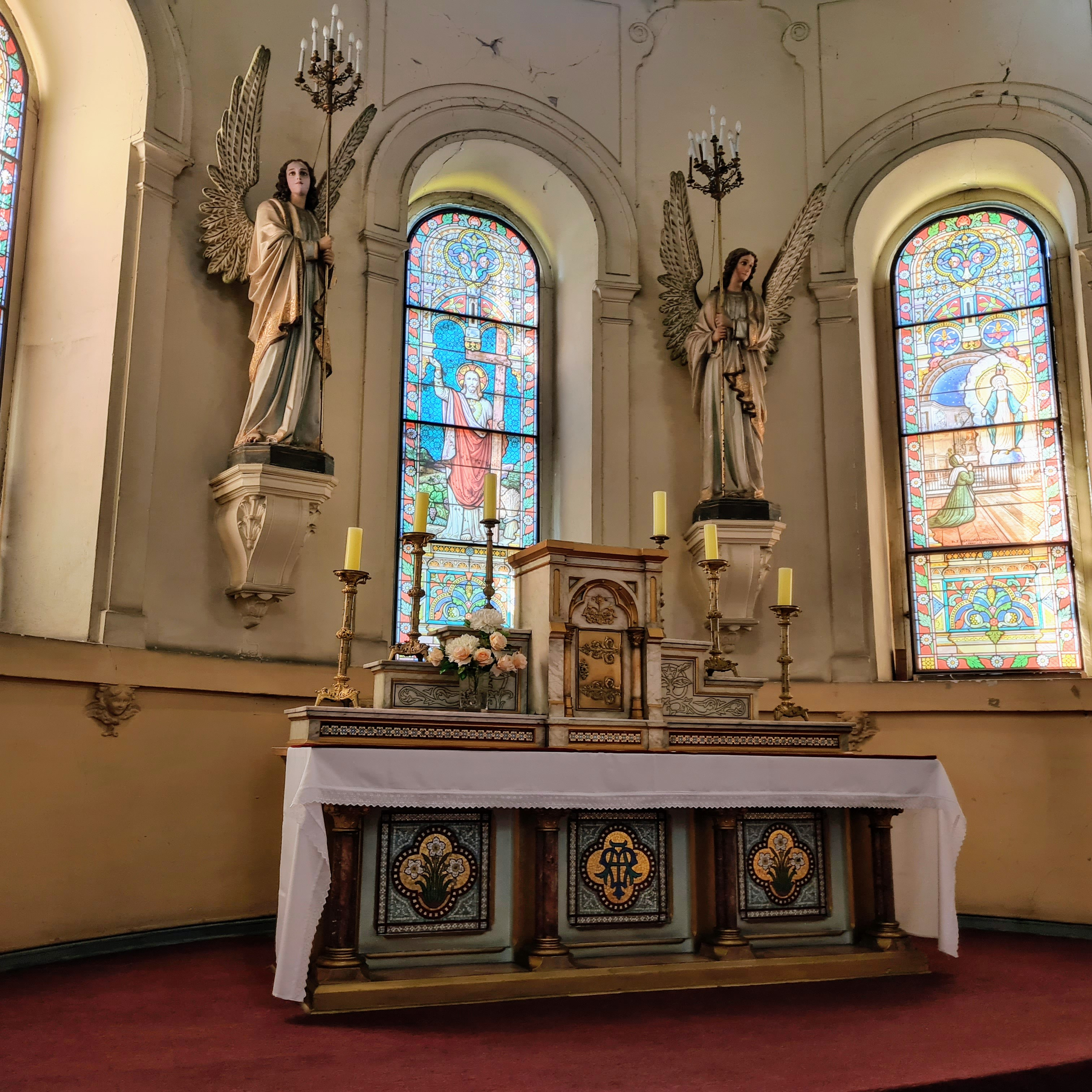
Altar de la capilla.

Debido al terremoto del año 2010 la capilla sufrió daños considerables, por lo que se somete a un proceso de reparación y restauración. Durante el primer gobierno de Sebastián Piñera se anunció la renovación, ampliación y conservación del hospital.
Durante el año 2022 se retiraron los vitrales de la capilla, ya que estos podrían agrietarse o romperse por la construcción.
Debido a la reducida cantidad de monjas de la congregación, en el año 2023 las monjas que vivían en la capilla tuvieron que trasladarse a Francia, en consecuencia la capilla se encuentra bajo el mando del Hospital del Salvador donde principalmente se ocupa de los cuidados de la construcción.

## Infraestructura

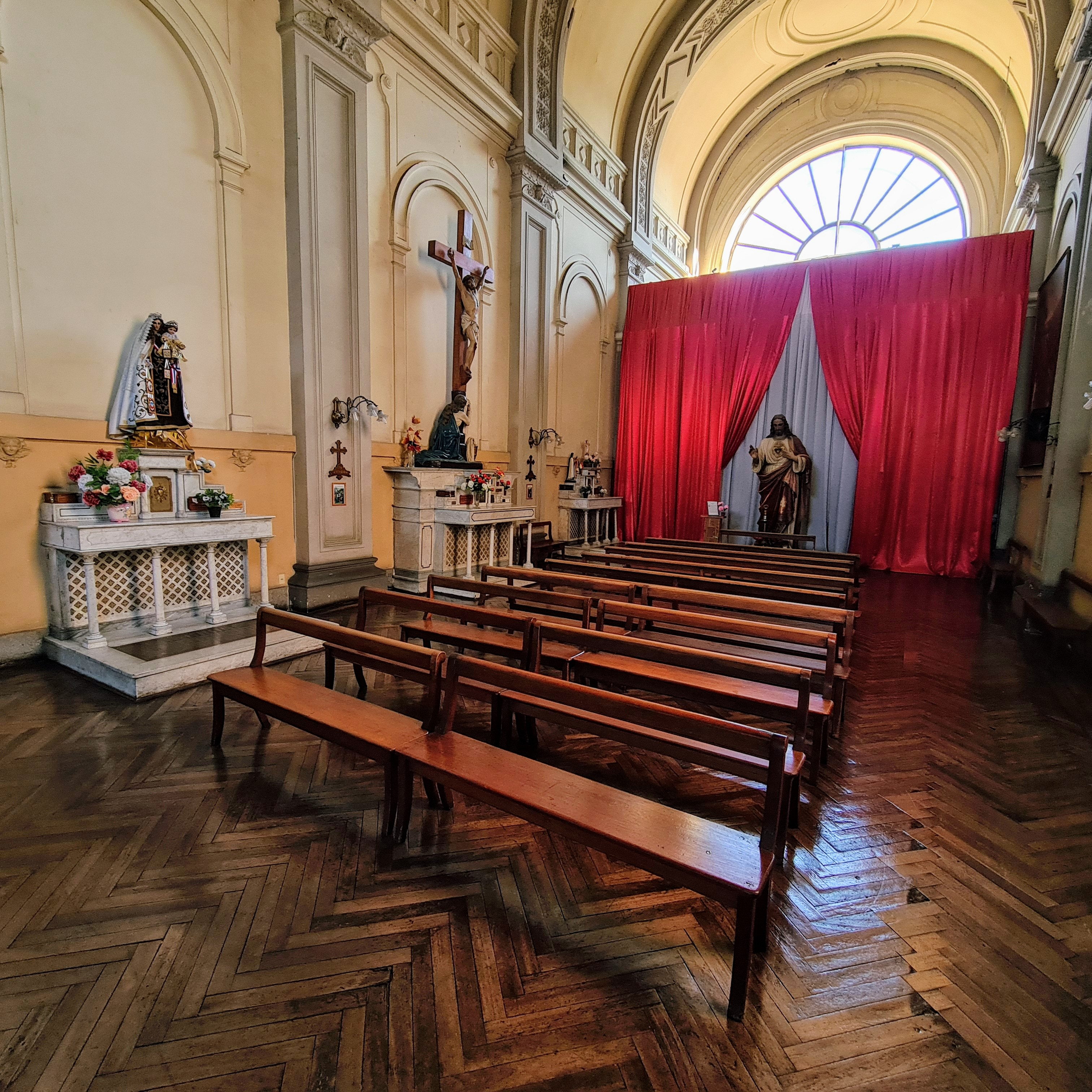
Interior de la Capilla.

La fachada de la entrada principal da al patio del lugar y se caracteriza por dos columnas y un pedestal, donde en la cúspide destaca la cúpula de color verde que caracteriza la capilla. 
En el transepto existen dos accesos más, uno que da a uno de los pasillos interiores del hospital y el otro a una galería contigua a uno de los patios. El primero sirve de acceso al interior de la iglesia y destaca por su diseño, que consta de una nave de oeste a este que culmina en un ábside que a su vez está compuesto por un transepto que va de sur a norte, ambos poseen una bóveda de cañón. En el crucero se encuentra la cúpula con un pequeño farol. 
Las tres entradas al templo están diseñadas de una forma similar, un portal y dos columnas que sostienen el coro, con una gran ventana de arco de medio punto. En la parte superior se repite la idea de una cavidad semicircular y tres vitrales en menor escala.
Los cimientos son de piedra semicanteada, los muros de mortero de cal, cuenta con vigas de pino oregón y un piso parquet. 